# Маквин, Малькольм
Ма́лькольм Макви́н (англ. Malcolm McVean; 1871—1907) — шотландский футболист, вингер, выступавший за «Ливерпуль» в конце XIX века.

## Жизнь и карьера
Родился в городе Джеймстаун в южной части Шотландии.
Перед тем, как начать карьеру футболиста, Малькольм Маквин работал мастером по паровым котлам на верфи. В 1892 году Маквин перешёл в только что созданный «Ливерпуль» из шотландского «Терд Ланарк» по приглашению Джона Маккены, который со своим партнёром У. Э. Барклаем возглавил команду. Маквин стал лидером того состава клуба, который сейчас знают как «команду маков». 1 сентября 1892 года в товарищеском матче против «Ротерем Таун» он забил первый в истории гол «Ливерпуля» — этот матч «красные» выиграли со счётом 7:1.
Маквин был капитаном команды в первом официальном матче «Ливерпуля» 3 сентября 1892 года против «Хайер Уолтон» в рамках Ланкаширской лиги (эту игру его клуб выиграл со счётом 8:0). А год спустя он забил первый гол команды в турнире под эгидой Футбольной лиги в домашней встрече против «Мидлсбро Айронополис» 2 сентября 1893 года (7:1). Также Маквин забил два мяча в первой встрече «Ливерпуля» с командой из Первого дивизиона Футбольной лиги Англии (его команда обыграла «Престон Норт Энд» со счётом 3:2 в матче розыгрыша Кубка Англии).
Маквин провёл за «Ливерпуль» в общей сложности 130 матчей (89 в лиге), 43 из которых он сыграл в Первом дивизионе. Ещё четыре матча в Первом дивизионе он провёл за «Бернли», в который он перешёл в 1897 году и с которым по итогам сезона вылетел во Второй дивизион. Позднее он выступал также за «Данди» и «Бедминстер», а после завершения карьеры вернулся на верфь. Он умер в 1907 году в возрасте 36 лет.

## Достижения
- Чемпион Второго дивизиона (1894, 1896)
- Чемпион Ланкаширской лиги (1893)